# Мерище
Мерище (хорв. Merišće) — населений пункт у Хорватії, в Істрійській жупанії у складі міста Бує.

## Населення
Населення за даними перепису 2011 року становило 59 осіб.
Динаміка чисельності населення поселення:

## Клімат
Середня річна температура становить 13,15 °C, середня максимальна – 26,53 °C, а середня мінімальна – -1,12 °C. Середня річна кількість опадів – 1059 мм.
| Клімат поселення                              | Клімат поселення | Клімат поселення | Клімат поселення | Клімат поселення | Клімат поселення | Клімат поселення | Клімат поселення | Клімат поселення | Клімат поселення | Клімат поселення | Клімат поселення | Клімат поселення | Клімат поселення |
| Показник                                      | Січ.             | Лют.             | Бер.             | Квіт.            | Трав.            | Черв.            | Лип.             | Серп.            | Вер.             | Жовт.            | Лист.            | Груд.            |                  |
| Середній максимум, °C                         | 9,54             | 10,40            | 13,68            | 17,03            | 22,02            | 25,97            | 26,53            | 26,15            | 21,82            | 17,13            | 12,08            | 8,80             |                  |
| Середня температура, °C                       | 4,22             | 5,08             | 8,36             | 11,72            | 16,70            | 20,65            | 22,95            | 22,59            | 18,26            | 13,56            | 8,52             | 5,24             |                  |
| Середній мінімум, °C                          | −1,12            | −0,24            | 3,02             | 6,39             | 11,38            | 15,32            | 19,39            | 19,04            | 14,71            | 10,01            | 4,95             | 1,67             |                  |
| Норма опадів, мм                              | 73               | 58               | 74               | 86               | 83               | 96               | 65               | 92               | 105              | 119              | 114              | 94               |                  |
| Середньомісячна швидкість вітру, м/с          | 2.04             | 2.31             | 2.39             | 2.43             | 2.19             | 2.09             | 2.08             | 2.04             | 2.04             | 2.25             | 2.28             | 2.17             |                  |
| Середньомісячна сонячна радіація, кДж/м²·день | 4407             | 7403             | 10672            | 15084            | 19217            | 20988            | 21964            | 18759            | 13865            | 8910             | 4869             | 3725             |                  |
| --------------------------------------------- | ---------------- | ---------------- | ---------------- | ---------------- | ---------------- | ---------------- | ---------------- | ---------------- | ---------------- | ---------------- | ---------------- | ---------------- | ---------------- |
| Джерело:                                      |                  |                  |                  |                  |                  |                  |                  |                  |                  |                  |                  |                  |                  |